# دارغان (فلاورجان)
دارغان (بالفارسية: دارگان) هي قرية تقع في قسم غركن الشمالي الريفي (مقاطعة فلاورجان) في إيران. يقدر عدد سكانها بـ 2,548 نسمة .